# Шепелевка (река)
Шепелевка (также Шепелевка-Колестиха) — река в Лежневском районе Ивановской области России. Устье реки находится по левому берегу Уводи. Длина реки — около 14 км
Вдоль русла реки расположены населённые пункты (от устья к истоку): деревни Грезино, Кнутиха, Паршнево, село Хозниково.

## Данные водного реестра
По данным государственного водного реестра России относится к Окскому бассейновому округу, водохозяйственный участок реки — Уводь от истока до устья, речной подбассейн реки — бассейны притоков Оки от Мокши до впадения в Волгу. Речной бассейн реки — Ока.

## Притоки (от устья к истоку)
- река Кочериха (левый)
- река Бурцевская (левый)